# Pieve del Cairo
Pieve del Cairo é uma comuna italiana da região da Lombardia, província de Pavia, com cerca de 2.168 habitantes. Estende-se por uma área de 25 km², tendo uma densidade populacional de 87 hab/km². Faz fronteira com Ferrera Erbognone, Galliavola, Gambarana, Isola Sant'Antonio (AL), Mede, Mezzana Bigli, Villa Biscossi.

## Demografia
| Variação demográfica do município entre 1861 e 2011                               |
|                                                                                   |
| Fonte: Istituto Nazionale di Statistica (ISTAT) - Elaboração gráfica da Wikipedia |